# Фехтування на літніх Олімпійських іграх 1980
Олімпійський турнір з фехтування 1980 року пройшов у рамках XXII Олімпійських ігор у Москві, Росія, з 22 по 31 липня 1980 року.

## Медальний залік
| Місце | Країна         | Золото | Срібло | Бронза | Загалом |
| ----- | -------------- | ------ | ------ | ------ | ------- |
| 1     | Франція (FRA)  | 4      | 1      | 1      | 6       |
| 2     | СРСР (URS)     | 3      | 3      | 2      | 8       |
| 3     | Швеція (SWE)   | 1      | 0      | 0      | 1       |
| 4     | Угорщина (HUN) | 0      | 2      | 3      | 5       |
| 5     | Польща (POL)   | 0      | 1      | 2      | 3       |
| 6     | Італія (ITA)   | 0      | 1      | 0      | 1       |

## Медалісти
Чоловіки
| Змагання                  | Золото | Срібло                                                                                                | Бронза                                                                                                |
| ------------------------- | --- | --- | --- |
| Шпага, особиста першість  | Йоган Гарменберг · Швеція (SWE)                                                                               | Ерньо Кольцонай · Угорщина (HUN)                                                                      | Філіпп Рібу · Франція (FRA)                                                                           |
| Шпага, командна першість  | Франція · Філіпп Рібу · Патрік Піко · Юбер Гарда · Філіпп Буасс · Мішель Салесс                               | Польща · Пйотр Яблковський · Анджей Ліс · Лешек Сворновський · Людомир Хроновський · Маріуш Стржалка  | СРСР · Ашот Карагян · Борис Лукомський · Олександр Абушахметов · Олександр Можаєв · Володимир Смирнов |
| Рапіра, особиста першість | Володимир Смирнов · СРСР (URS)                                                                                | Паскаль Жольо · Франція (FRA)                                                                         | Олександр Романьков · СРСР (URS)                                                                      |
| Рапіра, командна першість | Франція · Дідьє Фламан · Паскаль Жольо · Бруно Бушері · Філіпп Боннен · Фредерік П'єтрушка                    | СРСР · Олександр Романьков · Володимир Смирнов · Сабіржан Рузієв · Ашот Карагян · Володимир Лапицький | Польща · Адам Робак · Богуслав Зих · Лех Козейовський · Маріан Сипневський                            |
| Шабля, особиста першість  | Віктор Кровопусков · СРСР (URS)                                                                               | Михайло Бурцев · СРСР (URS)                                                                           | Імре Гедьоварі · Угорщина (HUN)                                                                       |
| Шабля, командна першість  | СРСР · Михайло Бурцев · Віктор Кровопусков · Віктор Сидяк · Володимир Назлимов · Альохін Микола Олександрович | Італія · Мікеле Маффей · Маріо Альдо Монтано · Марко Романо · Фердінандо Мегліо · Джованні Скальцо    | Угорщина · Імре Гедьоварі · Рудольф Небальд · Пал Геревич · Ференц Хамманг · Дьордь Небальд           |

Жінки
| Змагання                  | Золото                                                                                                  | Срібло                                                                                       | Бронза                                                                                        |
| ------------------------- | --- | -------------------------------------------------------------------------------------------- | --------------------------------------------------------------------------------------------- |
| Рапіра, особиста першість | Паскаль Тренке · Франція (FRA)                                                                          | Магда Марош · Угорщина (HUN)                                                                 | Барбара Височанська · Польща (POL)                                                            |
| Рапіра, командна першість | Франція · Бріжит Латріль-Годен · Паскаль Тренке · Ізабелль Боері-Бегар · Веронік Брук'є · Крістін Муціо | СРСР · Валентина Сидорова · Найля Гілязова · Олена Бєлова · Ірина Ушакова · Лариса Цагараєва | Угорщина · Ільдіко Шварценбергер · Магда Марош · Гертруд Штефанек · Жужанна Сьоч · Едіт Ковач |